# ウディ・ストロード
ウディ・ストロード（Woody Strode, 1914年7月28日 - 1994年12月31日（1995年1月1日説も））は、アメリカ合衆国カリフォルニア州ロサンゼルス出身の男優。
アメリカ映画界を代表する、黒人俳優の始祖、黒人男優の父と呼ばれている。

## 功績、生涯
20代に入ってから映画と関わり始め、スタントマンを経験後に1940年代初頭から本格的に俳優として活動しはじめた。俳優ウディ・ストロードの生涯は、黒人俳優の歴史を紐解くことに等しい。この当時、黒人俳優は、台詞や役名はもちろん、国籍さえも与えられぬような曖昧なキャラクターばかりで、その大半が作品のファクターとなる役柄ではなく、その他大勢の兵士や労働者、悪党の郎党などといったものばかりであった。こうした理不尽な扱いしかされぬ黒人俳優を、彼は主役を引き立てる準主役という地位にまで引き上げたばかりか、黒人俳優が映画の主役を張るという現在ではごく普通となっている状況の下地を作る役割を果たしたことから、まさしく黒人男優の父祖的な存在といえる。
その発端は、まずストロードの魅力にあった。1940年代、デビューして間もなくおびただしい数の映画に出演を続けていた彼は、鍛えぬかれた筋肉質な肉体と野性味を宿した風貌を買われ、白人俳優には出せない貴重な個性として重宝され始める。1950年代に入り、型破りなスター、アイドル像が当たり前となった時代の到来で、ストロードはあえて彼らの引き立て役にとどまったばかりではなく、『カリブの海賊』（1952年）、『海底の大金塊』（1953年）、『非情のカード』（1954年）などのアドベンチャー的な作品でなくてはならない存在で鮮烈な印象を残した。特に、『スパルタカス』（1960年）の剣闘士ドラバ役が有名である。ストロードの知名度が上がる一方で、スクリーンでも黒人男優の存在感が次第に注目され始め後年、動のストロードとは対照的なシドニー・ポワチエ、デンゼル・ワシントンらに代表される知のイメージの後継者たちが台頭してゆく。
カラー映画やテレビドラマが全盛の1960年代、ストロードの個性は改めて新鮮な存在を放ち、驚きと活気を与えたばかりでなく、親しみやすいものとなってゆく。そして『プロフェッショナル』（1966年）以降さらに変貌をとげ、寡黙で冷徹、精悍で知的な個性を擁し、幅広い役柄で多くの作品に出演。褐色の弾丸という異名をとり、名バイプレイヤーの地位を確立してゆく。パニック映画やオカルト映画など、時代の流行にも対応をみせ、老いても尚、重厚な存在感を見せた。1980年代は一時ヨーロッパに移りB級作品に主演するが、晩年は一転してインディーズ出身の監督や若手の監督らに特別出演的な扱いで出演オファーを受けるなど、精力的な活動が続いた。
1994年、舌癌にかかり、程なくして他界。
最期までスタイルを変えることなく、現役の第一線でありつづけた。死に立ち会った監督の中には、次回作に起用を決めていた監督も多かったとされ、サム・ライミ監督もまた、黒人俳優創生期から全盛期を生きた先駆者に対しての敬意を表している。

## スポーツ歴
UCLA時代にはアメリカンフットボールの他にバスケットボールも行っており、ジャッキー・ロビンソンともチームメートだった。
1946年にNFLのロサンゼルス・ラムズに入団した。ケニー・ワシントンと共にアフリカ系アメリカ人選手として初のNFL選手となった。UCLAのチームメートだったジャッキー・ロビンソンも同じ年にメジャーリーグベースボール入りを果たした。1948年、1949年にはカナディアン・フットボール・リーグのカルガリー・スタンピーダーズでプレイした。また数年間プロレス経験もある。彼のファイトスタイルはゴージャス・ジョージのようであった。

## その他
アニメ映画『トイ・ストーリーシリーズ』の主人公ウッディ・プライドの名は、ウディ・ストロードから採られている。

## 主な作品

### 映画
| 公開年 | 邦題 原題                                                     | 役名                     | 備考           |
| ------ | ------------------------------------------------------------- | ------------------------ | -------------- |
| 1941   | サンダウン Sundown                                            | 警官                     | クレジットなし |
| 1943   | ノー・タイム・フォア・ラブ No Time for Love                   | 作業員                   | クレジットなし |
| 1952   | カリブの海賊 Caribbean                                        | エサウ                   |                |
| 1953   | 海底の大金塊 City Beneath the Sea                             | ディジョン               |                |
| 1954   | ディミトリアスと闘士 Demetrius and the Gladiators             | 剣闘士                   | クレジットなし |
| 1954   | 非情のカード The Gambler from Natchez                         | ジョシュ                 |                |
| 1959   | 勝利なき戦い Pork Chop Hill                                   | フランクリン             |                |
| 1960   | 最後の航海 The Last Voyage                                    | ハンク・ローソン         |                |
| 1960   | バファロー大隊 Sergeant Rutledge                              | ブラクストン・ラトリッジ |                |
| 1960   | スパルタカス Spartacus                                        | ドラバ                   |                |
| 1962   | リバティ・バランスを射った男 The Man Who Shot Liberty Valance | ポンペイ                 |                |
| 1963   | ターザン 三つの挑戦 Tarzan's Three Challenges                 | Khan/Dying Leader        |                |
| 1965   | ジンギス・カン Genghis Khan                                   | センガル                 |                |
| 1966   | 荒野の女たち 7 Women                                          | 痩せた戦士               |                |
| 1966   | プロフェッショナル The Professionals                          | ジェイク・シャープ       |                |
| 1968   | シャラコ Shalako                                              | チャトー                 |                |
| 1968   | ウエスタン Once Upon a Time in the West                       | ストーニー               |                |
| 1969   | 革命戦士ゲバラ! Che!                                          | ギレルモ                 |                |
| 1970   | 雪の国境突破!脱獄作戦 Breakout                                | スキップ                 | テレビ映画     |
| 1971   | ガトリング砲 The Gatling Gun                                  | 偵察員ランナー           |                |
| 1972   | 復讐の荒野 The Revengers                                      | ジョブ                   |                |
| 1972   | 皆殺しハンター La mala ordina                                 | フランク・ウエブスター   |                |
| 1972   | 誇り高きインディアンの英雄/ウィンター・ホーク Winterhawk      | ビッグ・ルード           |                |
| 1976   | ザ・クエスト The Quest: The Longest Drive                     | タッカー                 | テレビ映画     |
| 1976   | ケオマ・ザ・リベンジャー Keoma                                | ジョージ                 |                |
| 1977   | オイル・パニック Cuibul salamandrelor                         | ベン                     |                |
| 1977   | 巨大クモ軍団の襲撃 Kingdom of the Spiders                     | ウォルター・コルビー     |                |
| 1979   | 破壊都市・未来元年 Ravagers                                   | ブラウン                 |                |
| 1980   | ジャガーNo.1 Jaguar Lives!                                    | センセイ                 |                |
| 1980   | サザンクロス Cuba Crossing                                    | ティティ                 |                |
| 1982   | ミッシング・ボーダー/地獄の戦場 Angkor: Cambodia Express      | ウディ                   |                |
| 1982   | サバイバル・ジャングル/失われた黄金 Horror Safari             | カル                     |                |
| 1983   | 報復軍団ヴィジランテ・フォース Vigilante                      | レイク                   |                |
| 1983   | ワイルド・ブラック2/黒い馬の故郷へ The Black Stallion Returns | メスラー                 |                |
| 1984   | 地獄のボンバー/史上最強のワンマン・アーミー Razza violenta    | ポロ                     |                |
| 1984   | ザ・エクスキューター L'ultimo guerriero                       | サム                     |                |
| 1984   | 拷問!レイプ・美女軍団の復讐 Euer Weg führt durch die Hölle    | ルーサー                 |                |
| 1984   | コットンクラブ The Cotton Club                                | ホルムズ                 |                |
| 1985   | ラスト・イン・ザ・ダスト Lust in the Dust                     | ブラックマン             |                |
| 1987   | オン・ファイアー On Fire                                      | ウディ                   | テレビ映画     |
| 1987   | ルイジアナの夜明け A Gathering of Old Men                     | ヤンク                   | テレビ映画     |
| 1992   | ストーリービル/秘められた街 Storyville                        | チャーリー               |                |
| 1993   | 黒豹のバラード Posse                                          | 語り手                   |                |
| 1995   | クイック&デッド The Quick and the Dead                        | チャーリー・ムーンライト |                |

### テレビ
| 放映年    | 邦題 原題                                                              | 役名                                  | 備考                                                        |
| --------- | ---------------------------------------------------------------------- | ------------------------------------- | ----------------------------------------------------------- |
| 1952      | Gメン Dangerous Assignment                                             | モンゴ                                | エピソード: "The Pat and Mike Story"                        |
| 1953      | ラマー・オブ・ジャングル Ramar of the Jungle                           | Chief Naruma / Big Boy / Na-Hoo       | 3エピソード                                                 |
| 1955      | 命知らずの男 Soldiers of Fortune                                       | グリオ                                | エピソード: "Drums of Far Island"                           |
| 1955      | ジャングル・ジム Jungle Jim                                            | ザングマ                              | エピソード: "The Leopard's Paw"                             |
| 1956      | 女秘書スージー Private Secretary                                       |                                       | エピソード: "In Darkest Manhattan"                          |
| 1960      | 私立探偵ローガン The Man from Blackhawk                                | テゴ                                  | エピソード: "The Savage"                                    |
| 1961      | ローハイド Rawhide                                                     | Binnaburra / Corporal Gabe Washington | 2エピソード                                                 |
| 1964      | すてきなケティ The Farmer's Daughter                                   | Instructor                            | エピソード: "My Son, the Athlete"                           |
| 1966      | 西部の王者ダニエル・ブーン Daniel Boone                                | ゴライアス                            | エピソード: "Goliath"                                       |
| 1966      | 怪鳥人間バットマン Batman                                              | Grand Mogul                           | 2エピソード                                                 |
| 1966-1968 | ターザン Tarzan                                                        | Chaka / Sgt. Marshak / Bangu他        | 6エピソード                                                 |
| 1979      | 25世紀の宇宙戦士キャプテン・ロジャース Buck Rogers in the 25th Century | Sgt. 'Big Red' MacMurthy              | エピソード: "Return of the Fighting 69th"                   |
| 1980      | 爆発!デューク The Dukes of Hazzard                                     | ウィリー                              | シーズン3 第8話 "The Great Santa Claus Chase"               |
| 1981      | ファンタジー・アイランド Fantasy Island                                | マカロ                                | シーズン4 第19話 "The Proxy Billionaire" / "The Experiment" |

### ナレーター
- ブラック・ロデオ (1972)

### スタント監督
- The Gatling Gun (1973)